# Maison Louis-Hippolyte-La Fontaine (Montréal)
Ne doit pas être confondu avec la maison Louis-Hippolyte-La Fontaine à Boucherville
La maison Louis-Hippolyte-La Fontaine, à Montréal, est l'endroit où résida Louis-Hippolyte La Fontaine de 1849 jusqu'à sa mort, en 1864. 
En 1988, elle acquiert le statut de monument historique cité puis d'immeuble patrimonial cité. Le bâtiment est situé dans un secteur de valeur patrimoniale exceptionnelle, l'îlot Overdale, dans l'arrondissement de Ville-Marie.

## Historique
La résidence est construite vers le milieu des années 1840 dans le quartier Saint-Antoine, autrefois un secteur privilégié de la bourgeoisie anglophone qui connaissait alors une expansion à cette époque. Selon un plan de la ville de Montréal de l'époque, elle aurait été construite par un certain James Cane en 1846 et selon certaines correspondances stylistiques, John Ostell en aurait été l'architecte. Quelques années plus tard, c'est à lui que Louis-Hippolyte La Fontaine fera appel pour évaluer les dégâts subie par sa maison durant les émeutes de 1849.
George Bourne, un brasseur originaire de La Prairie, devient le premier propriétaire de ce bâtiment de style néoclassique alors qu'il acquiert la propriété le 23 janvier 1844. Il demeure le propriétaire du lieu jusqu'en 1849. Louis-Hippolyte La Fontaine lui achète la propriété le 3 février 1849 et devient ainsi le deuxième propriétaire de la maison qu’il habitera durant 15 ans jusqu’à sa mort en 1864. Sa femme vend la propriété l'année de son décès. Une dizaine d'années plus tard, la résidence de style néoclassique, de même que les terrains avoisinants, vont subir de nombreuses transformations. Le propriétaire de l’époque, James Sheridan, procédera au morcellement du terrain de façon à permettre l'ouverture de l’avenue Overdale, inexistante dans ce secteur avant cette époque. S'ensuivront la construction d'une série de maisons contiguës. Sheridan procède également à des travaux pour subdiviser la demeure en plusieurs appartements occasionnant une transformation de la façade de la construction. L’entrée principale est déplacée, l’ancien escalier monumental éliminé, un balcon en métal est ajouté devant les baies du second étage. Au début du XXe siècle, le toit est lui aussi transformé: le toit à croupes d’origine fait place à un toit plat avec fausse mansarde revêtue d’ardoise de style Second Empire percée de cinq lucarnes alignées avec les fenêtres de la façade.

### Controverse
Dans les années 1980, la résidence est menacée alors qu'en 1987, un projet d’aménagement force l’éviction des locataires. Toutes les maisons victoriennes du quartier furent démolies pour faire place à des condos, certains d'une hauteur de 35 étages. La maison de Louis-Hippolyte La Fontaine était la seule qui restait et qui allait bientôt être démolie à son tour. Il faudra l’intervention d’Héritage Montréal cette année-là qui aboutira l'année suivante à lui octroyer le statut de monument historique et sauver ainsi l'édifice de la démolition. Le directeur des programmes d’Héritage Montréal, Dinu Bumbaru, précise: « À l’époque, personne ne savait que cette maison avait une telle importance ».

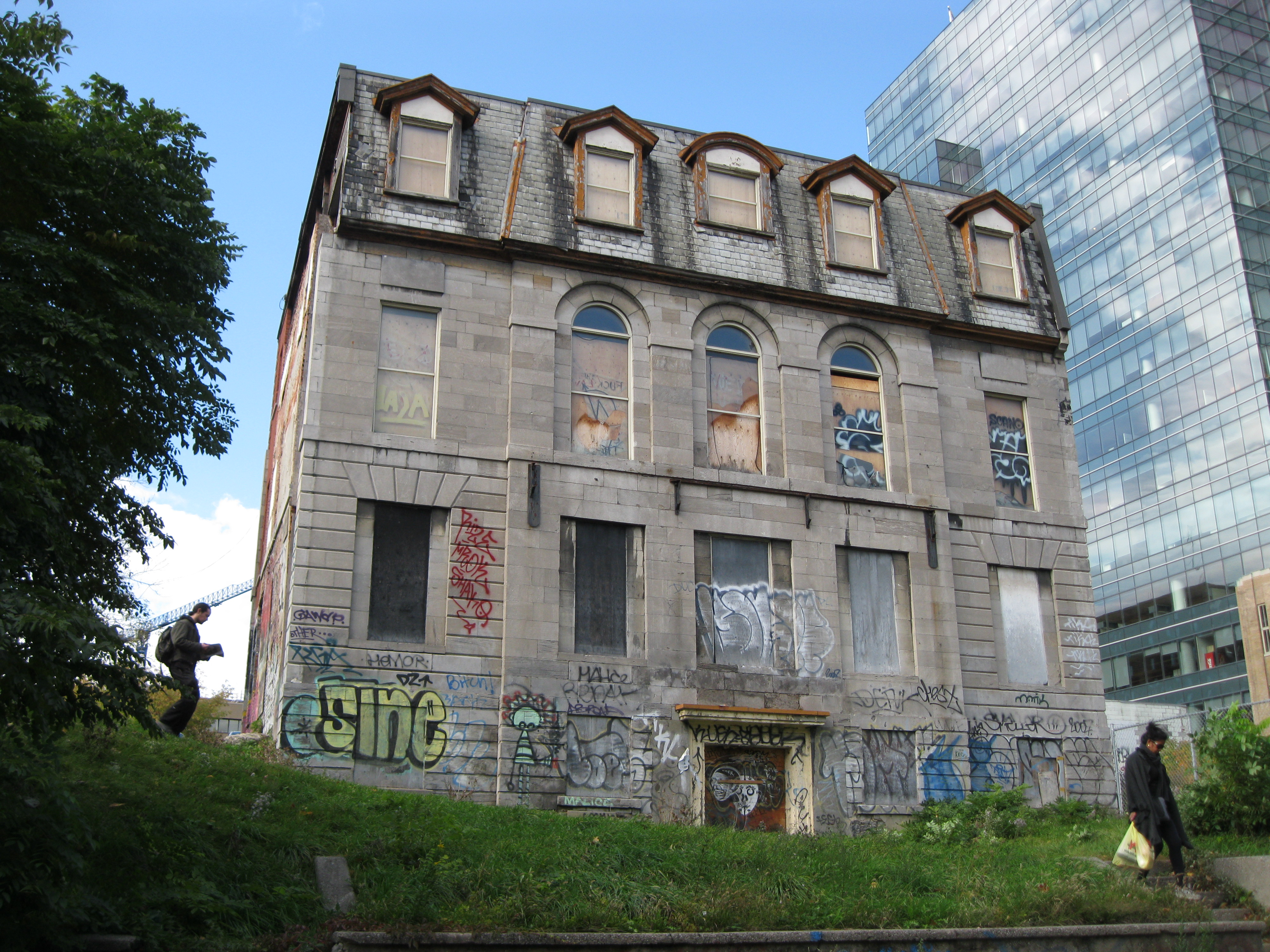
La maison en 2012

Cependant, l'habitation avait été laissée durant de nombreuses décennies dans un état de délabrement: "Bien que cette maison, dont il ne reste que les murs, ait été classée en 1988 monument historique, on ne s'en est jamais occupé", rappelle l'historien et journaliste Jean-François Nadeau. Les propriétaires de l'époque tardaient à rénover le bâtiment et les différents paliers gouvernementaux concernés ne trouvant pas d'accord sur les mesures à adopter. En 2011, un groupe d’investisseurs qui reconnaît l’intérêt patrimonial de cette résidence acquièrent l’îlot où se situe la maison. Ces derniers ont entrepris de rétablir la toiture et certains éléments architecturaux dans un style proche de l’original. Le zonage a été également modifié de telle sorte qu’on puisse y loger un espace muséal ou commémoratif. Éventuellement, la maison pourrait devenir un centre d’interprétation ou un musée sur les débuts du Canada-Uni. Les défenseurs du patrimoine continuent d’espérer que la maison Louis-Hippolyte-Lafontaine sera préservée comme musée public. John Ralston Saul, auteur de Louis-Hippolyte LaFontaine and Robert Baldwin, a déclaré au National Post :
« La planification de la voie vers la démocratie canadienne s’est faite en grande partie dans cette maison », et que « ...de tous les bâtiments importants sur le chemin de la démocratie au Canada, c’est le seul qui subsiste. ».